# Hệ thống chữ viết tiếng Nhật

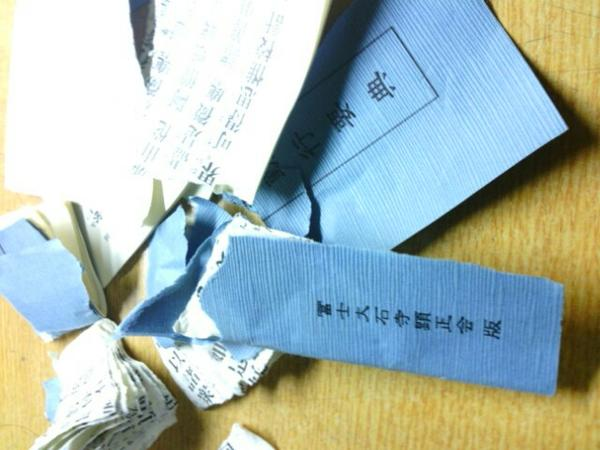
Hệ thống chữ viết tiếng Nhật

Hệ thống chữ viết tiếng Nhật sử dụng kết hợp các chữ Hán, được sử dụng chữ Hán và âm tiết Kana.
Vài ngàn ký tự Kanji được sử dụng thường xuyên. Mỗi cái có một ý nghĩa nội tại (hoặc phạm vi ý nghĩa), và hầu hết có nhiều hơn một cách phát âm, sự lựa chọn phụ thuộc vào ngữ cảnh. Học sinh tiểu học và trung học Nhật Bản bắt buộc phải học 2.136 jōyō kanji kể từ năm 2010  Tổng số kanji là hơn 50.000, mặc dù ít người Nhật Bản ngữ biết xấp xỉ con số này.
Các văn bản không có chữ Hán rất hiếm; hầu hết đều là sách dành cho trẻ em, vì trẻ em có xu hướng biết ít chữ Hán khi còn nhỏ và các thiết bị điện tử ban đầu như máy tính, điện thoại và trò chơi điện tử, không thể hiển thị các biểu đồ phức tạp như kanji do cả giới hạn về đồ họa và công nghệ.
Ở mức độ thấp hơn, tiếng Nhật viết hiện đại cũng sử dụng các từ viết tắt từ bảng chữ cái Latinh, ví dụ như trong các thuật ngữ như "BC / AD", "am / pm", "FBI" và "CD". Tiếng Nhật La Mã được sử dụng thường xuyên nhất bởi các sinh viên nước ngoài của Nhật Bản, những người chưa thành thạo kana và người bản ngữ cho đầu vào máy tính.